# Жиль де Більде
Жиль де Більде (фр. Gilles De Bilde, нар. 9 червня 1971) — бельгійський футболіст, що грав на позиції нападника.
Виступав, зокрема, за клуб ПСВ, а також національну збірну Бельгії.
Дворазовий володар Суперкубка Бельгії. Дворазовий володар Суперкубка Нідерландів. Володар Кубка Інтертото.

## Клубна кар'єра
У дорослому футболі дебютував 1992 року виступами за команду «Ендрахт», в якій провів три сезони, взявши участь у 86 матчах чемпіонату. 
Протягом 1995—1997 років захищав кольори клубу «Андерлехт».
Своєю грою за останню команду привернув увагу представників тренерського штабу клубу ПСВ, до складу якого приєднався 1997 року. Відіграв за команду з Ейндговена наступні два сезони своєї ігрової кар'єри. Більшість часу, проведеного у складі ПСВ, був основним гравцем атакувальної ланки команди. У складі ПСВ був одним з головних бомбардирів команди, маючи середню результативність на рівні 0,49 гола за гру першості. За цей час виборов титул володаря Суперкубка Нідерландів.
Згодом з 1999 по 2004 рік грав у складі команд «Шеффілд Венсдей», «Астон Вілла», «Андерлехт» та «Льєрс». Протягом цих років додав до переліку своїх трофеїв титул володаря Кубка Інтертото.
Завершив ігрову кар'єру у команді «Віллебрук-Меерхоф», за яку виступав протягом 2005—2007 років.

## Виступи за збірну
У 1994 році дебютував в офіційних матчах у складі національної збірної Бельгії.
У складі збірної був учасником чемпіонату Європи 2000 року у Бельгії та Нідерландах.
Загалом протягом кар'єри в національній команді, яка тривала 7 років, провів у її формі 25 матчів, забивши 2 голи.

## Титули і досягнення

### Командні
- Володар Суперкубка Бельгії (2):

«Андерлехт»: 1995, 2001
- Володар Суперкубка Нідерландів (2):

ПСВ: 1997, 1998
- Володар Кубка Інтертото (1):

«Астон Вілла»: 2000

### Особисті
- Футболіст року в Бельгії: 1994